# Seriatopora guttatus
Seriatopora guttatus är en korallart som beskrevs av Veron 2002. Seriatopora guttatus ingår i släktet Seriatopora och familjen Pocilloporidae. IUCN kategoriserar arten globalt som livskraftig. Inga underarter finns listade i Catalogue of Life.